# LFFA Division II 2015
La LFFA Division II 2015 è stata la 1ª edizione del campionato di football americano di secondo livello, organizzato dalla LFFA.

## Squadre partecipanti
| Club                     | Città           | Stadio | Sponsor ufficiale | Risultato nella stagione 2014 |
| ------------------------ | --------------- | ------ | ----------------- | ----------------------------- |
| Andenne Bears            | Andenne         |        |                   |                               |
| Braine-le-Comte Sharks   | Braine-le-Comte |        |                   |                               |
| Charleroi Coal Miners    | Charleroi       |        |                   |                               |
| AGL Razorbacks           | Arlon           |        |                   |                               |
| Wallonie Picarde Phoenix | Tournai         |        |                   |                               |

## Stagione regolare

### Calendario

#### 1ª giornata
| Roux 1º marzo 2015 | AGL Razorbacks | 0 – 46 | Wallonie Picarde Phoenix |  |

| Roux 1º marzo 2015 | Charleroi Coal Miners | 20 – 0 | Braine-le-Comte Sharks |  |

#### 2ª giornata
| Musson 15 marzo 2015 | AGL Razorbacks | 6 – 40 | Andenne Bears |  |

#### 3ª giornata
| Tournai 29 marzo 2015 | Braine-le-Comte Sharks | 0 – 42 | Andenne Bears |  |

| Tournai 29 marzo 2015 | Wallonie Picarde Phoenix | 15 – 8 | Charleroi Coal Miners |  |

#### 4ª giornata
| Andenne 12 aprile 2015 | AGL Razorbacks | 2 – 0 | Braine-le-Comte Sharks |  |

| Andenne 12 aprile 2015 | Andenne Bears | 64 – 6 | Charleroi Coal Miners |  |

#### 5ª giornata
| Andenne 26 aprile 2015 | Andenne Bears | 32 – 22 | Wallonie Picarde Phoenix |  |

#### 6ª giornata
| Braine-le-Comte 10 maggio 2015 | Charleroi Coal Miners | 28 – 18 | AGL Razorbacks |  |

| Braine-le-Comte 10 maggio 2015 | Braine-le-Comte Sharks | 0 – 72 | Wallonie Picarde Phoenix |  |

### Classifica
La classifica della regular season è la seguente:
- PCT = percentuale di vittorie, G = partite giocate, V = partite vinte,  P = partite perse, PF = punti fatti, PS = punti subiti

| Pos. | Squadra                  | PCT   | G | V | N | P | PF  | PS  |
| ---- | ------------------------ | ----- | - | - | - | - | --- | --- |
| 1    | Andenne Bears            | 1.000 | 4 | 4 | 0 | 0 | 178 | 34  |
| 2    | Wallonie Picarde Phoenix | .750  | 4 | 3 | 0 | 1 | 155 | 40  |
| 3    | Charleroi Coal Miners    | .500  | 4 | 2 | 0 | 2 | 62  | 157 |
| 4    | AGL Razorbacks           | .250  | 4 | 1 | 0 | 3 | 26  | 114 |
| 5    | Braine-le-Comte Sharks   | .000  | 4 | 0 | 0 | 4 | 0   | 136 |

## Playoff
| Andenne 23 giugno 2015 | Andenne Bears | 13 – 53 | Grez-Doiceau Fighting Turtles |  |

## Verdetti
- Andenne Bears Vincitori della LFFA DII 2015